# B601 (België)
De B601 is een verbindingsweg (bretelle) in de Belgische plaats Tiège. De weg verbindt de A27/E42 met de N640 en de N629 en is uitgevoerd als autoweg.
B101 · B102 · B201 · B202 · B401 · B402 · B403 · B404 · B501 · B601 · B602 · B901